# Renaldo Woolridge
Renaldo James Woolridge, né le 22 mars 1990 à Los Angeles en Californie, est un joueur américain de basket-ball.